# 부고환염
부고환염(副睾丸炎, epididymitis)은 정액이 저장되는 고환의 뒷쪽에 굽은 구조로 되어 있는 부고환의 불편함과 통증을 특징으로 하는 질병이다.

## 병인
남성에게 요로 감염이 희귀한 편이긴 하지만, 급성 부고환염의 세균 감염이 가장 흔한 병인이다.

## 진단
초기에 부고환염은 고환꼬임과 구별이 어려울 수 있으며, 매우 드문 편이긴 하지만 두 질병이 함께 발생할 수 있다.

### 분류
부고환염은 증후 기간에 따라 급성, 아급성, 만성으로 분류할 수 있다.

## 치료
급성, 만성 둘 다 감염이 의심되면 항생물질이 사용된다.
E. coli와 같은 장의 유기체에 의해 발병한 경우 오플록사신과 레보플록사신이 권장된다.

## 합병증
급성 부고환염을 치료하지 않고 방치했을 때의 주된 합병증은 농양의 형성과 고환 경색증이다.

## 같이 보기
- 고환염